# Sandata
Sandata (ros. Сандата) – wieś (sieło) w Rosji, w obwodzie rostowskim, w rejonie salskim. W 2010 liczyła 3658 mieszkańców.